# 岡山県立岡山朝日高等学校
岡山県立岡山朝日高等学校（おかやまけんりつおかやまあさひこうとうがっこう, 英: Okayama Prefectural Okayama Asahi High School）は、岡山県岡山市中区古京町に所在する県立高等学校。
通称は「朝日（あさひ）」。

## 概観
歴史（組織）
藩校の流れをくむ旧制中学校（1874年（明治7年）創立）を前身とする。1948年（昭和23年）の学制改革の際に、新制高等学校「岡山県立岡山第一高等学校」となり翌1949年（昭和24年）に高等女学校を前身とする「岡山県立岡山第二女子高等学校」と統合され、「岡山県立岡山朝日高等学校」（現校名）となった。
歴史（校地）
旧制第六高等学校跡に立地しており、当時の建物では、書庫・柔道場・校門が現存している。いわゆるナンバースクールである旧制高校の跡地を新制高校が使用しているのは岡山朝日高校が全国で唯一である。
設置課程・学科
全日制課程 普通科
大学浪人生対象に大学受験指導を行う補習科が開講されている。
校訓・校風
「自主自律・自重互敬・のびのびときまりよく」
校章
桜の花弁と蕾・葉の絵を組み合わせたものを背景に「高」の文字を置いている。
校歌
作詞は服部忠志、作曲は中山善弘による。歌詞は3番まであり、各番とも「のぼる日の名に負ふ朝日朝日」で終わる。

## 沿革
藩校時代
- 1666年（寛文6年）

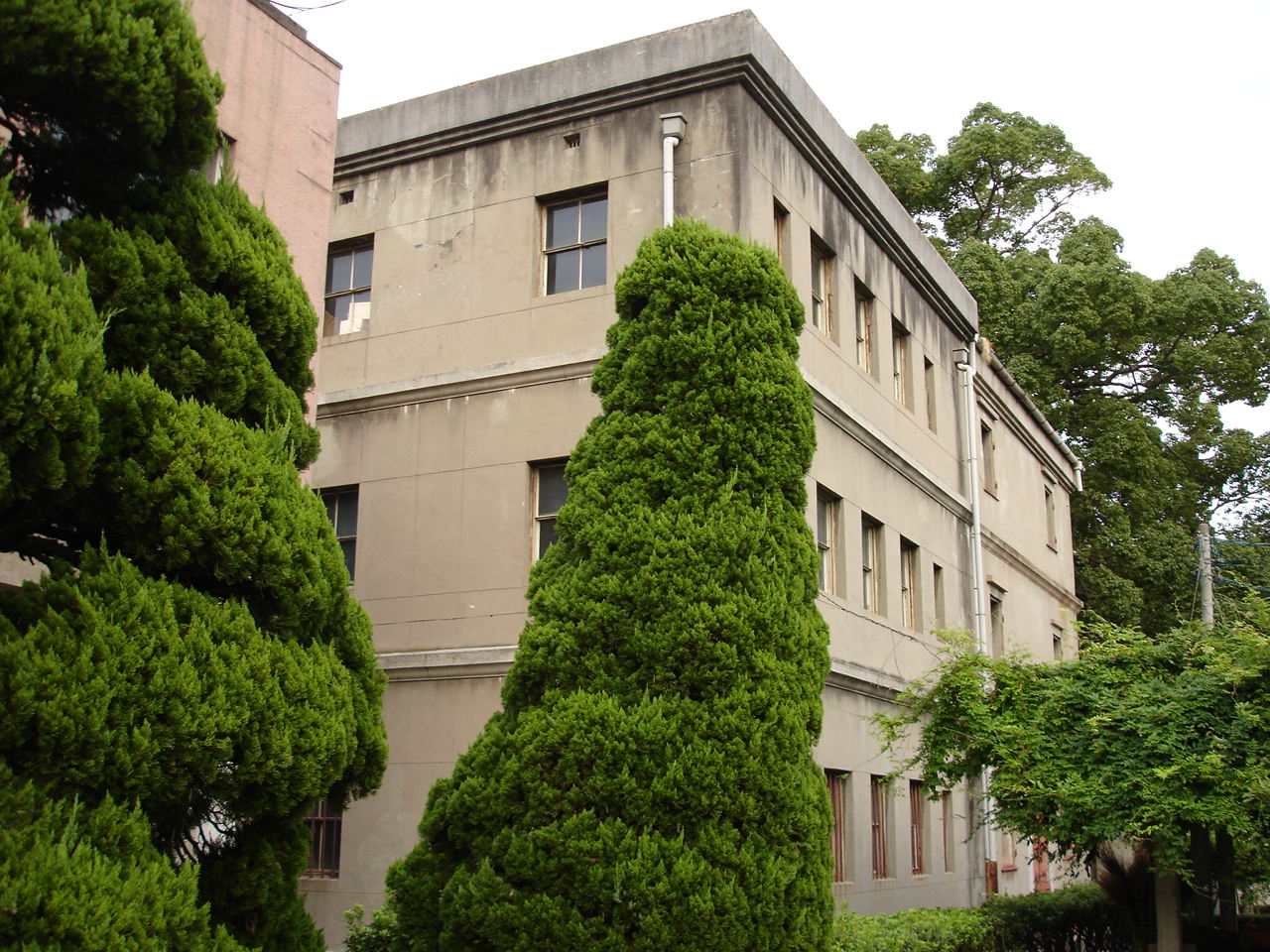
校内に現存する六高書庫

  - 10月7日 - 岡山藩主池田光政が岡山城 西ノ丸（現在の岡山市民会館付近）に「仮学館」を設置。
  - 11月28日 - 開校式を挙行。最初の７か条の「掟」を制定（後に５か条を追加）[4]。
- 1668年（寛文8年）12月24日 - 生徒増加により仮学館が手狭となったため、藩主により学校の新築が命じられる[4]。
  - 西中山下の円乗院跡地と藩士の邸宅を合わせて校地（現・岡山市立岡山中央中学校校地）とする。
- 1669年（寛文9年）
  - 7月25日 - 開校式を挙行。
  - 閏月10月20日 - 普請が完了。
- 1870年（明治3年）11月4日 - 教則を改正し、洋学を新たに採用し、皇・漢・洋の3学科とする。
- 1871年（明治4年）7月 - 廃藩置県により、岡山県庁に移管。
- 1872年（明治5年）1月
  - 西毅一が学校督事に任命され、教則を改めた上で「普通学校」と改称し、英仏学を教授し[1]、庶民の入学を許可。
  - 校内に皇学所を、校外に漢学塾を設置し普通学校の統轄とする。
  - 洋学所を普通学校に統合。
- 1873年（明治6年）
  - 4月 - 普通学校を「岡山県第一中学区一番小学」に改称し、洋学授業を継続。
  - 9月 - 教員仕立ノ処と改称し校内に洋学教場を設置する計画を立てるも文部省に認可されず。
  - 11月 - 「私立遺芳館」に転換。

旧制中学校・新制高等学校（男子校）時代
- 1874年（明治7年）
  - 6月20日 - 小学校教員養成のために旧岡山城西ノ丸での「温知学校」の開校が認可される。
  - 8月4日 - 規則を改正し、予科に教員志望でない生徒の入学を認め、私立遺芳館の幼年生を受け入れる。この年をもって濫觴[注 3]（創立年）とする[4]。
- 1875年（明治8年）11月 - 旧・藩校跡の西中山下に移転し、私立遺芳館と同居。岡山県権中属（県職員）の設楽九皐が初代校長に任命される。
- 1876年（明治9年）9月14日 願い出ていた諸規則の改正が認可され、変則中学科となる。
- 1879年（明治12年）
  - 2月 - 「岡山中学校」と改称し[1]、経費は地方税によって賄われた。
  - 4月 - 教則を改正し、甲・乙の2種とし、甲の修業年限を3ヶ年、乙を4ヶ年とする。
- 1880年（明治13年）6月23日 - 津山中学校が廃止され、岡山中学校へ統合。
- 1881年（明治14年）11月 - 修業年限を予科1年、本科4年とする。
- 1883年（明治16年）6月 - 教則を改正し、初等中学科8級（4ヶ年）・高等中学科4級（2ヶ年）とする。
- 1884年（明治17年） 
  - この年 - 円形の帽子を作製され、2本のペン先を交叉させた図柄の徽章が使用される。
  - 9月15日 - 西教場が新築完成。
- 1885年（明治18年）
  - 3月2日 - 岡山県達甲18号により岡山師範学校と合併し、「岡山学校中学科」と改称。
  - 8月6日 - 明治天皇が来校。
- 1886年（明治19年） 
  - 8月18日 - 学校令により、師範学校と分離し、「岡山県尋常中学校」（修業年限5ヶ年）と改称。
  - 11月25日 - 生徒総集会を開き、尚志会（校友会・現在で言う生徒会）の規則を議定し、幹事を選出。
  - 11月26日 - 中学校と師範学校の教員が別々に任命され、この日をもって両校が完全に分離。
- 1887年（明治20年）
  - 4月 - 尚志会が制服・制帽・帽章（桜の花弁の絵を背景に「中」の文字を置いたデザイン）を制定。
  - 10月 - 生徒監督規則が設けられ、各級に級監（現在の担任）と組長を設置。競漕会を京橋下で開催し、これが尚志会水上運動会として継承される。
- 1888年（明治21年）2月 - 明治天皇・皇后の御真影が下賜される。
- 1890年（明治23年）
  - この年　- 服制を改定し、フック懸けのジャケットを採用。
  - 5月30日 -「尚志会雑誌」（生徒会誌）を創刊。（1894年（明治27年）に発行停止の処分を受ける。）
- 1891年（明治24年）1月17日 - 教育勅語の謄本が下賜される。
- 1892年（明治25年）4月 - 岡山尋常中学校の卒業生に限り、優等の者は第三高等中学校（京都大学の前身）本科への編入が認められる。
- 1893年（明治26年）10月14日 - 台風による洪水の被害が甚大で、11月20日までの5週間休校を余儀なくされる。
- 1895年（明治28年）
  - 2月28日 - 尚志会が「烏城」を創刊。
  - 4月1日 - 津山中学校・高梁中学校の新設に伴い、「岡山県岡山尋常中学校」と改称。（岡山県告示第42号による）
- 1896年（明治29年）
  - 4月27日 - 文部大臣の西園寺公望が来校・視察。
  - 6月 - 入学時期を従来の9月から6月に変更。
  - 11月13日 - 岡山市内山下3番地（烏城城郭内）に新校舎が完成。
  - 11月21日 - 新校舎の落成式を挙行。
- 1897年（明治30年）
  - 4月 - 新学期の開始月を6月から4月に変更。
  - 夏 - 寄宿舎が完成。
- 1899年（明治32年）4月1日 - 「岡山県岡山中学校」と改称し（「尋常」が除かれる）、修業年限1ヶ年の補習科を設置。
- 1900年（明治33年）4月 - 徽章の意匠をほぼ現今と同じものに変更。
- 1901年（明治34年）
  - 5月2日 - 「岡山県立岡山中学校」と改称（県の後に「立」が加えられる）。
  - 5月19日 - 学則を改正し、新校舎落成式を行った1895年（明治29年）の日付にちなみ11月21日を紀念日（創立記念日）に制定。
- 1903年（明治36年）
  - 4月4日 - 岡山・津山・高梁・矢掛の中学校4校で協同選抜を開始（1913年（大正2年）まで）。
  - 4月 - 制服を改正。上着には金釦7個が付され、襟元に青条（あおすじ）を纏う長いジャケットを採用。
  - 10月19日 - 皇太子が来校。以降この日を東宮行啓記念日としボートレース等を開催。
- 1905年（明治38年）4月 - 制服の生地をラシャ服地から小倉地に改め、上衣の丈を長くした。
- 1909年（明治42年）11月21日 - 校長によって校旗が寄贈される。校訓を制定。
- 1914年（大正3年）- 2階建て教室等を建築。
- 1915年（大正4年）10月26日 - 大正天皇の御真影を奉戴。
- 1916年（大正5年）
  - 1月11日 -「自彊会」が発足。
  - 11月21日 - 新武道場が完成。
- 1920年（大正9年）4月- 「岡山県岡山中学校」と改称（再）。
- 1921年（大正10年）3月11日 - 岡山県第二岡山中学校の新設に伴い、「岡山県第一岡山中学校」と改称（岡山県告示153号による）[1]。
- 1924年（大正13年）11月21日 - 創立50周年を記念し、新校歌を制定。
- 1925年（大正14年）
  - 4月 - 配属将校の制度により、高橋少佐が赴任。
  - この年 - 50周年記念館「憲章館」が完成。
- 1927年（昭和2年）6月- 寄宿舎を廃止。
- 1928年（昭和3年）3月 - 天皇・皇后の御真影を奉戴。
- 1934年（昭和9年）9月21日 - 室戸台風による被害が甚だしく、授業不能となり、臨時休校とする。
- 1935年（昭和10年）10月 - 作業科教室などが完成。
- 1941年（昭和16年） 
  - 1学期 - 尚志会を尚志報国団に改組。
  - 2学期 - 尚志報国隊を編成。
- 1942年（昭和17年）3月 - 岡山県立岡山夜間中学が併設される。
- 1943年（昭和18年）
  - 4月 - 併設の岡山県立岡山夜間中学が岡山県烏城中学校に改称。
  - 4月15日 - 補習科を卒業生指導講習会と改称して継続。
- 1944年（昭和19年）
  - 3月21日 - 24日まで3日をかけて入学考査を実施。なお学区制のもとで岡山第二中学校との綜合考査。
  - 5月16日 - 5年生が学徒動員の第一陣として、品川白煉瓦株式会社に出動。
  - 7月1日 - 4年生が倉敷工業株式会社万寿航空機製作所に出動。
  - 10月7日 - 3年生も倉敷工業株式会社万寿航空機製作所に出動。
- 1945年（昭和20年）
  - 3月30日 - 中等学校の修業年限が5ヶ年から4ヶ年に短縮され、5年生と4年生が同時に卒業。卒業後も動員は継続。
  - 6月29日 - 岡山大空襲により、烏城とともに校舎が焼失。
  - 7月30日 - 3年生が早島にあった万寿航空機製作所第三工場に出動。
  - 8月23日 - 終戦に伴い、万寿航空機製作所で退所式が行われ、学徒動員が終了する。
  - 9月 - 校舎焼け跡、吉備津神社、倉敷紡績の青年学校の校舎を借用し、授業を再開。
  - 10月23日 - 進駐軍が到着。
  - 11月 - 伊島国民学校（現・岡山市立伊島小学校）校舎を借用し、3・4年生の授業を開始。また岡山市公会堂を借用し1・2・5年生を収容。
  - 12月 - 補習科を復活。
- 1946年（昭和21年）
  - 4月 - 再び修業年限が5ヶ年となる。
  - 11月1日 - 仮校舎が完成し、2～5年生を収容。
- 1947年（昭和22年）
  - 4月1日 - 学制改革（六・三制の実施）により新制中学校を併設（以下・併設中学校）し、旧制中学1・2年修了者を、併設中学校（新制）の2・3年生として収容。
    - 旧制中学校の募集は停止された。また併設中学校でも新たに生徒募集は行われなかった（暫定的な措置であったため）。
    - 併設の岡山県烏城中学校は廃止の上、新制高等学校「岡山県立烏城高等学校」（夜間課程（定時制夜間部）・修業年限4ヶ年・男女共学）として発足。

  - 12月10日 - 昭和天皇が来校（昭和天皇の戦後巡幸）[5]。
- 1948年（昭和23年）4月1日 - 学制改革（六・三・三制）により、旧制中学校は廃止され、新制高等学校「岡山県立岡山第一高等学校」（男子校）が発足。
  - 5年修了者（希望者）を新制高校3年、4年修了者を新制高校2年、併設中学校卒業生を新制高校1年生として収容。
  - 併設中学校は新制高校に継承され、在校生は3年生（1946年（昭和21年）旧制中学校入学生）のみとなる。
- 1949年（昭和24年）3月31日 - 併設中学校を廃止。

高等女学校・新制高等学校（女子校）時代
- 1936年（昭和11年）
  - 3月4日 - 岡山県女子師範学校内に「岡山県第二岡山高等女学校」が設置される。
  - 4月9日 - 入学式を挙行。
  - 5月18日 - 校旗を制定。
  - 5月28日 - 開校式を挙行し、以後この日を開校記念日に制定。
- 1941年（昭和16年）4月 - 研究科を付設。
- 1944年（昭和19年）
  - 3月 - 第一岡山高等女学校との綜合考査制を導入した入試を実施。
  - 6月 - 5年生が学徒動員で中国航機株式会社に出動。
  - 7月1日 - 4年生が住友通信工業株式会社岡山製造所に出動。
  - 10月2日 - 3年生が倉敷航空化工株式会社岡山航空機製作所に出動。
- 1945年（昭和20年）
  - 4月10日 - 3年生が住友通信に出動。
  - 6月29日 - 岡山大空襲により、校舎を焼失。焼け跡・中出石公会堂・村上教諭宅等で授業を再開。
  - 11月30日 - 岡山師範学校女子部と分離。
- 1946年（昭和21年）
  - 2月 - 教育会館階上と城北女子商業学校校舎の一部を借用して授業。
  - 12月3日 - 焼け跡に仮校舎の一部が完成。
- 1947年（昭和22年）
  - 4月1日 - 学制改革（六・三制の実施）により新制中学校を併設（以下・併設中学校）し、高等女学校1・2年修了者を、併設中学校（新制）の2・3年生として収容。
  - 12月6日 - 昭和天皇の戦後巡幸。校庭に岡山市民奉迎場が設営された[6]。
    - 高等女学校の募集は停止された。また併設中学校でも新たに生徒募集は行われなかった（暫定的な措置であったため）。
- 1948年（昭和23年）4月1日 - 学制改革（六・三・三制）により、高等女学校は廃止され、新制高等学校「岡山県立岡山第二女子高等学校」が発足。
  - 卒業生（希望者）を新制高校3・2年、併設中学校卒業生を新制高校1年生として収容。
  - 併設中学校は新制高校に継承され、在校生は3年生（1946年（昭和21年）旧制中学校入学生）のみとなる。
- 1949年（昭和24年）3月31日 - 併設中学校を廃止。

新制高等学校（男女共学）
- 1949年（昭和24年）
  - 8月31日 - 高校三原則に基づく岡山県内公立高等学校再編により、以上の新制高等学校2校が統合され、「岡山県立岡山朝日高等学校」（現校名）が発足。
    - 課程は全日制普通課程・家庭課程を設置。家庭課程は女子対象。
    - 校舎に関しては当面の間、旧両校の校舎を併用。旧岡山第一高校校舎を「中山下校舎」、旧岡山第二女子高校校舎を「内山下校舎」と称する。
    - 男子生徒を中山下校舎に、女子生徒を内山下校舎に収容した（校舎による男女別学）ため、この時点ではまだ完全な男女共学ではなかった。

  - 10月8日 - 内山下校舎で開校式を挙行。
- 1950年（昭和25年）
  - 4月 - 完全に男女共学を実施。1年生は中山下校舎で、2・3年生は内山下校舎で授業を開始。
    - 入試は小学区制・総合制・共学制を採用し、岡山県立岡山操山高等学校との総合選抜となる。

  - 7月 - 1年生希望者を対象に富士登山を開始。
  - 9月 - 3年生を旧六高跡へ移転し、国富校舎と称する。
- 1951年（昭和26年）
  - 4月 - 中山下校舎を廃止し、新入生を内山下校舎に収容。
  - 9月 - 2年生を国富校舎に移転。
- 1953年（昭和28年）
  - 4月 - 家庭課程の募集を停止。
  - 7月 - 本島臨海学校を再開（1972年（昭和47年）をもって終了）。
  - 8月 - 校舎増築に伴い、国富校舎にすべての学年が統合され、内山下校舎を廃止。（烏城高等学校も国富校舎に移転する。）
- 1954年（昭和29年）
  - 6月5日 - 操山高校との親睦を目的として定期戦（朝操戦）を開始（後に三校戦、四校戦、五校戦となった後、1998年（平成10年）をもって終了）。
  - 11月21日 - 創立80周年を記念し、大講堂が完成。校歌を制定。
- 1955年（昭和30年）
  - 3月 - 家庭課程を廃止。普通課程（現・普通科）のみとなる。
  - 4月 - 生徒会が発足。
  - 5月 - 小講堂（2004年（平成16年）解体）と生物物理講義室が完成。
- 1957年（昭和32年）10月18日 - 岸信介首相が講演のため来校。
- 1958年（昭和33年）3月 - 社会科教室と合併教室が完成。
- 1960年（昭和35年）
  - 4月 - 生徒会長の選出方法を従来の総務制から直接選挙制に改正。
  - 11月4日 - 新制高等学校発足後初めて修学旅行（2年生）を実施。目的地は広島・宮島方面。
- 1962年（昭和37年）秋 - 岡山国体（第17回国民体育大会）に協力。
- 1963年（昭和38年）4月23日 - 新校旗を制定。
- 1964年（昭和39年）11月21日 - 創立90周年を記念し、同窓会館落成式が完成。
- 1965年（昭和40年）1月 - 普通教室が完成。
- 1968年（昭和43年）4月 - 女子の制服を変更。
- 1972年（昭和47年）3月 - 管理棟の完成により、1968年（昭和43年）から4年間に渡る校舎改築が完了。
- 1973年（昭和48年）3月 - 体育館が完成。正門付近の造園整備を完了。
- 1974年（昭和49年）11月21日 - 創立100周年記念式典を挙行。創立100周年記念館が完成。
- 1975年（昭和50年）7月29日 - 木曽路ハイキングを開始。（1981年（昭和56年）をもって終了）
- 1980年（昭和55年）6月5日 - 集団宿泊指導（後の集団宿泊研修）を開始。（1998年（平成10年）をもって終了）
- 1981年（昭和56年）9月20日 - この年の運動会をもって巨大な山車づくりが終了。
- 1982年（昭和57年）3月 - 剣道場（研修ホール）が完成。
- 1985年（昭和60年）11月 - 校歌・歌詞の碑を建立。
- 1986年（昭和61年）3月 - 芸術棟（1階:美術教室、2階:書道教室、3階:音楽教室）が完成。
- 1988年（昭和63年）9月11日 - この年の運動会をもって3年生による仮装行列が終了。
- 1991年（平成3年）9月 - 台風19号による強風で校門門扉が破損。門扉は翌1992年（平成4年）3月に新造。
- 1992年（平成4年）3月31日 - 電算室を整備。
- 1993年（平成5年）11月21日 - 校史作成委員会を設置。
- 1994年（平成6年）
  - 3月 - 中庭を整備。
  - 4月 - 家庭科（教科）の男女共修が開始。
- 1995年（平成7年）9月 - 体育祭において3年生による仮装行列が復活。
- 1996年（平成8年）12月 - 岡山県立烏城高等学校が、旧岡山県立短期大学跡地へ移転。
- 1997年（平成9年）3月 - 烏城高校が使用していた校舎が小講堂と野外トイレを除き撤去。
- 1998年（平成10年）
  - 8月27日 - オープンスクールを初めて実施。
  - 12月22日  - 岡山県高等学校通学区域に関する規則の一部が改正され、岡山五校での総合選抜が廃止され、翌年度から単独選抜制となる。
- 1999年（平成11年）
  - 3月11日 - 単独選抜制に移行して最初の学力検査を実施。
  - 4月28日 - 前年度の集団宿泊研修終了に伴い、1年生を対象に1日ホームルームを開始。
  - 5月6日 - 補習科[注 4]に「楠友館」との呼称が付けられる。
- 2002年（平成14年）
  - 4月 - 学校完全五日制を開始。PTA主催による土曜活用事業を開始。
  - 7月16日 - 初の海外への修学旅行を実施（目的地は韓国）。
- 2003年（平成15年）4月 - 教科「情報」と「総合的な学習の時間」を開始。
- 2004年（平成16年）
  - 7月 - 普通教室へのエアコン設置が完了。
  - 8月 - 小講堂を撤去。
- 2005年（平成17年）9月 - 新校舎北棟（管理・教室棟）が完成。
- 2006年（平成18年）8月 - 新校舎南棟（特別教室棟）と図書館棟が完成。
- 2007年（平成19年）1月9日 - 新校舎に移転。
- 2008年（平成20年）6月21日 - 第1回「ALL ABOUT ASAHI」（授業公開日）を開催。
- 2009年（平成21年）
  - 2月 - 旧校舎棟（階段校舎）、合併教室（旧・家庭科教室）の解体を完了。
  - 9月1日 - 旧岡山県教育センターが岡山県教育庁指導課から移管される。
- 2010年（平成22年）12月10日 - 特別教室棟（東部分）の大規模改造工事が完成。
- 2011年（平成23年）
  - 1月26日 - 正門と校地を取り巻く石積み、東書庫・西書庫、柔道場が「登録有形文化財（建造物）」に登録される。
  - 8月6日 - 囲碁将棋部が「第47回全国高等学校囲碁選手権大会」で女子団体として全国制覇
  - 12月6日 - 特別教室棟（西部分）の大規模改造工事が完成。

## 文化財
登録有形文化財
- 柔道場
- 東書庫
- 西書庫
- 正門及び石積

## 基礎データ

### 所在地
- 〒岡山県岡山市中区古京町二丁目2番21号[7]

### 交通アクセス
- JR岡山駅方面から
  - 両備バス「東山経由西大寺行」に乗車、「古京」下車。
  - 宇野バス「四御神（しのごぜ）行」、「長岡・駅前行」、「瀬戸駅行」、「八日市行」、「伊部・片上行」に乗車、「朝日高前」下車。
  - 岡電バス「岡電高屋行」に乗車、「朝日高前」下車。
- 四御神・東岡山・上道地域・瀬戸・備前方面から
  - 宇野バス「岡山駅行」に乗車、「朝日高前」下車。
- 円山・益野・西大寺・牛窓方面から
  - 両備バス「東山経由天満屋・岡山駅行」に乗車、「古京」下車。

## 学校行事
出典：
- 入学式
- 1日ホームルーム（1・2年生）
- 修学旅行（2年生）
- 富士登山（1年生希望者）
- 朝日祭（文化祭と体育祭を3日間連続で行う学園祭）
- 創立記念式典
- スキー教室（1年生希望者）
- 卒業式
- 定期演奏会（吹奏楽部・管弦楽部）

## 部活動
（2025年7月24日現在、出典：）
運動部
- テニス部（硬式・軟式）
- 弓道部
- 山岳部
- 野球部
- 剣道部
- 柔道部
- 空手道部
- バドミントン部
- バスケットボール部
- バレーボール部
- 卓球部
- ハンドボール部
- 陸上部
- サッカー部
- ラグビー部

文化部
- 囲碁将棋部
- 放送文化部
- 物理部
- 化学部
- 生物部
- 文学部
- 書道部
- 美術部
- 歴史研究部
- 管弦楽部
- 吹奏楽部
- JRC部
- 新聞部
- 写真部
- 演劇部
- ジャグリング部
- 音楽部
- ダンス部
- クイズ研究部
- 競技かるた部
- ESS部
- 茶道部

同好会
- クッキング同好会
- 水泳同好会
- 数学同好会
- ピアサポート同好会

## 著名な卒業生

### 政界
- 石川安次郎(1872 - 1925) - 元衆議院議員、ジャーナリスト
- 小川郷太郎(1876 - 1945) - 元商工大臣、鉄道大臣
- 岡田忠彦(1878 - 1958) - 元厚生大臣、「日本の一番長い日」
- 鶴見祐輔(1885 - 1973) - 元厚生大臣、進歩党幹事長、長男は鶴見俊輔
- 星島二郎(1887 - 1980) - 元衆議院議長
- 安井誠一郎(1891 - 1962) - 元東京都知事
- 原彪(1894 - 1975) - 元衆議院副議長
- 岸信介(1896 - 1987、山口中学校に転校) - 元内閣総理大臣
- 亀山孝一(1900 - 1979) - 元衆議院議員、元厚生事務次官
- 北村隆(1902 - 1982) - 戦前は特高関係の内務省警保局、防衛研究所所長
- 三木行治(1903 - 1964) - 元岡山県知事
- 長野士郎(1917 - 2006) - 元岡山県知事
- 山田太郎(1918 - 2002) - 元衆議院議員（公明党）
- 林保夫(1928 - 2022) - 元衆議院議員（民社党）
- 片山虎之助(1935 - ) - 元参議院自由民主党幹事長、元総務大臣、元消防庁次長
- 江田五月(1941 - 2021) - 参議院議員、第27代参議院議長、元社民連代表、元科学技術庁長官

### 官界
- 石井榮三(1907 - 1994) - 警察庁長官
- 竹﨑博允(1944 - ) - 第17代最高裁判所長官
- 板東久美子(1954 - ) - 秋田県副知事（文部科学省より出向）、文部科学審議官を経て消費者庁長官
- 谷口智彦(1957 - ) - 内閣官房参与、慶應義塾大学大学院システムデザイン・マネジメント研究科教授、元日経BP主任編集委員
- 濱口桂一郎(1958 - ) - 元労働省官僚、労働法研究者[要出典]
- 小野田壮(1963 - ) - 内閣府政策統括官
- 藤本隆史(1965 - ) - 警察庁刑事局長、大阪府警察本部長

### 軍事
- 二宮治重(1879 - 1945) - 陸軍中将、文部大臣
- 谷寿夫(1882 - 1947、東京府立第四中學校へ転校）- 陸軍中将。いわゆる南京大虐殺を問われ、1947年南京にて銃殺刑。
- 坂野常善(1884 - 1971) - 海軍中将。「海軍良識派」の1人だったが大角人事により予備役に編入される。
- 宇垣纏(1890 - 1945) - 海軍中将
- 額田坦(1895 - 1976) - 陸軍中将

### 経済
- 明石照男(1881 - 1956) - 元第一銀行頭取
- 星島義兵衛(1885 - 1968) - 元岡山県農工銀行頭取、岡山商工会議所設立者・初代会頭
- 稲垣平太郎(1888 - 1976、中退→京華中学) - 商工大臣、通商産業大臣、横浜ゴム社長
- 岡崎嘉平太(1897 - 1989) - 元全日本空輸社長
- 小寺正志(1904 - 1988) - 元山陽新聞社社長
- 田村滋美(1938 - ) - 元東京電力会長
- 大橋洋治(1940 - ) - 元全日本空輸取締役会長
- 杉山清次(1947 - ) - 元みずほ銀行頭取
- 人見光夫(1954 - ) - マツダ株式会社常務執行役員
- 藤原真一(1954 - ) - 日鉄エンジニアリング社長
- 木村正明(1968 - ) - 株式会社ファジアーノ岡山スポーツクラブ社長

### 学術
- 井戸泰(1881 - 1919) - 内科医
- 大賀一郎(1883 - 1965) - 植物学者。2000年前のハスの実を発掘し開花させ「大賀ハス」の名を得た
- 田中耕太郎(1890 - 1974) - 法学者。東京帝国大学大学法学部長、元文部大臣、第2代最高裁判所長官、国際司法裁判所判事
- 田村剛(1890 - 1979) - 造園家、造園学者。
- 仁科芳雄(1890 - 1951) - 物理学者。日本初のサイクロトロンを建設。
- 黒正巌(1895 - 1949) - 農業史家、経済史家
- 米谷隆三(1899 - 1958) - 法学者、商法
- 葉上照澄(1903 - 1989) - 大正大学教授、山陽新聞社論説委員、延暦寺大阿闍梨
- 時実利彦(1909 - 1973) - 脳生理学者
- 福武直(1917 - 1989） - 社会学者
- 逸見吉之助(1919 - 1997) - 鉱物学者、岡山大学名誉教授
- 小田晋(1933 - 2013) - 精神病理学者
- 三谷太一郎(1936 - ) - 政治学者。東京大学名誉教授、宮内庁参与、日本学士院会員。専門は日本政治外交史
- 小野清之(1939 - ) - 千葉大学名誉教授、英米文学者
- 菅滋正(1945 - ) - 大阪大学大学院基礎工学研究科教授
- 西井正弘(1946 - ) - 京都大学大学院人間・環境学研究科教授
- 逸見千代子(1949 - 2018) - 鉱物学者、岡山大学理学部地球科学科准教授
- 井頭政之(1951 - ) - 工学者、東京工業大学名誉教授
- 保江邦夫(1951 - ) - 理論物理学者、冠光寺眞法家元、ノートルダム清心女子大学名誉教授
- 島田誠(1955 - ) - 歴史学者、古代ローマ史
- 道垣内正人(1955 -) - 法学者、国際私法
- 家永遵嗣(1957 - ) - 歴史学者
- 山海嘉之(1958 - ) - 筑波大学大学院教授、サイバーダイン株式会社CEO
- 黒田美保(1958 - ) - 自閉症研究者、田園調布学園大学教授。
- 姫野美沙緒(1983 - ) - ウイルス学者、東京大学大学院医学系研究科助教

### 文化
- 満谷国四郎(1874 - 1936) - 洋画家
- 近松秋江(1876 - 1944) - 私小説作家
- 薄田泣菫(1877 - 1945) - 詩人、ジャーナリスト、エッセイスト
- 福武枯木(1886 - 1969) - 俳人、作詞家。「全国中等学校優勝野球大会の歌」
- 中塚一碧楼(1887 - 1946) - 俳人
- 内田百閒(1889 - 1971) - 小説家、随筆家
- 吉行エイスケ(1906 - 1940) - ダダイスト詩人、小説家
- 石津謙介(1911 - 2005) - VAN創業者、ファッションデザイナー
- 竹田喜之助(1923 - 1979) - 人形師
- 森谷司郎(1931 - 1984) - 映画監督。『八甲田山』など
- 高畑勲(1935 - 2018) - 映画監督。『火垂るの墓』など
- 本郷功次郎(1938 - 2013) - 俳優
- 大野美代子(1939 - 2016) - 建築家、橋梁デザイナー
- 内藤啓史(1954 - ) - NHKアナウンサー
- 小手鞠るい(1956 - ) - 小説家、詩人、エッセイスト
- 加藤晋介(1956 - ) - 辰己法律研究所専任講師、弁護士
- 藤井康生(1957 - ) - 元NHKアナウンサー
- 三雲茂晴(1961 - ) - ミヤギテレビ社員、元同局アナウンサー
- 小川洋子(1962 - ) - 小説家
- 奥富亮子(1967 - ) - RSK山陽放送アナウンサー
- 永山久徳(1968 - ) - 歌手、全国旅館生活衛生同業組合連合会青年部長
- 黒崎博(1969 - ) - 演出家
- 逸見明正(1971 - ) - 九州朝日放送アナウンサー
- 山本麻祐子(1975 - ) - フジテレビアナウンサー
- 安井優子(1981 - ) - ラジオパーソナリティ、歌手、ボイストレーナー
- 大森静佳(1989 - ) - 歌人
- 諸國沙代子(1992 - ) - 読売テレビアナウンサー
- 信長ゆかり(1992 - ) - フリーアナウンサー
- 渡邉結衣(2000 - ) - 日本テレビアナウンサー
- 三宅エリナ(1992[10][11] - ) - 女優

### スポーツ
- 山神孝志(1966 - ) - ラグビー指導者、元同志社大学ラグビー部監督、元クボタスピアーズ監督

### その他
- 清水慎三(1913 - 1996) - 労働運動家、評論家
- 奥平剛士(1945 - 1972) - 日本赤軍幹部、テルアビブ空港乱射事件で死亡。
- 中川智正(1962 - 2018) - 元オウム真理教幹部、元死刑囚　2018年7月6日　広島拘置所にて死刑執行。
- 岡將男(1954 - ) - NPO法人公共の交通ラクダ（RACDA）会長